# Pampilhosa da Serra
Pampilhosa da Serra es una villa portuguesa del distrito de Coímbra, región estadística del Centro (NUTS II) y comunidad intermunicipal de Coímbra (NUTS III), con cerca de 1500 habitantes.
Es sede de un municipio con 396,49 km² de área y 4083 habitantes (2021), subdividido en ocho freguesias. El municipio está limitado al norte por el municipio de Arganil, al nordeste por la Covilhã, al este por Fundão, al sur por Oleiros y Sertã, al sudoeste por Pedrógão Grande y al oeste por Góis.

## Demografía
| Gráfica de evolución demográfica de Pampilhosa da Serra entre 1801 y 2021 |
|                                                                           |
| Datos según el nomenclátor publicado por el INE portugués.                |

## Freguesias
Las freguesias de Pampilhoa da Serra son las siguientes:
- Cabril
- Dornelas do Zêzere
- Fajão - Vidual
- Janeiro de Baixo
- Pampilhosa da Serra
- Pessegueiro
- Portela do Fojo - Machio
- Unhais-o-Velho